# Richard von Loewis of Menar

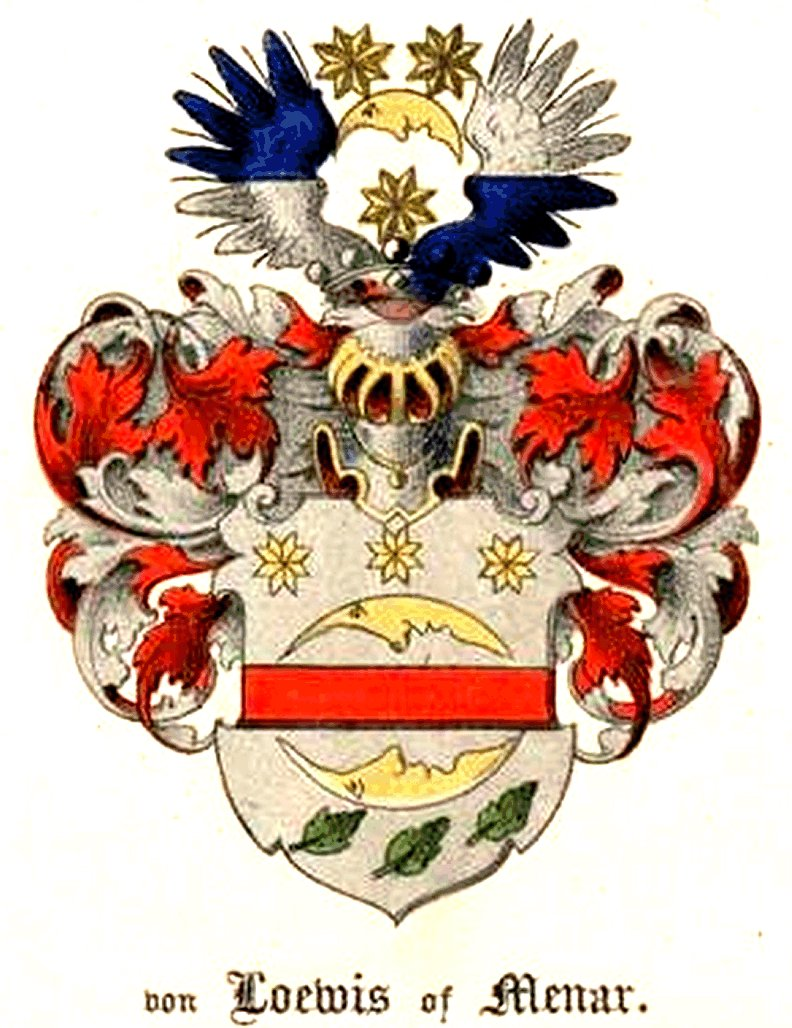
Familienwappen derer von Löwis of Menar

Richard von Loewis of Menar (* 14. November 1900 in Alt-Wrangelshof, Gouvernement Livland; † März 1931 in Afrika) war ein deutscher politischer Aktivist. Er wurde vor allem wegen seiner Beteiligung an der Ermordung des „Präsidenten“ der autonomen Pfalz Franz Josef Heinz (1884–1924) und zwei von Heinz’ Anhängern im Januar 1924 bekannt (sogenanntes „Attentat von Speyer“). In der neueren Forschung gilt Loewis of Menar als der Mann, der wahrscheinlich die tödlichen Schüsse auf Heinz abfeuerte.

## Leben und Tätigkeit

### Werdegang bis zum Jahresende 1923
Loewis of Menar stammte aus Livland. Bis 1912 lebte er in seinem Geburtsort Alt-Wrangelshof. Anschließend wurde er auf das Landesgymnasium in Birkenruh bei Wenden geschickt, wo er bis 1915 verblieb. Danach wurde er bis zum Frühjahr 1918 am Kollmanschen Privatgymnasium in Dorpat unterrichtet. Im Sommer 1918 trat Loewis of Menar dann als Kriegsfreiwilliger in die preußische Armee ein, in der er an der Schlussphase des Ersten Weltkriegs teilnahm.
Nach der deutschen Kriegsniederlage und der Vertreibung seiner Familie aus ihrer baltischen Heimat schloss Loewis of Menar sich der Baltischen Landwehr an, mit der er sich bis 1920 an den Grenzkämpfen, die in diesen Jahren in Osteuropa tobten, beteiligte. Später gehörte er dem Oberschlesischen Selbstschutz an. In den folgenden Jahren führte er die Bezeichnung eines Leutnants a. D. Um 1920 schlug Loewis of Menar sich als Landwirtschaftseleve in Pommern durch.
Wegen seiner Verwicklung in einen Fememord bei Parchim, südöstlich von Schwerin, im Frühjahr 1923 wurde Loewis of Menar seit dieser Zeit vom Staatsgerichtshof gesucht. Er tauchte zu dieser Zeit im Münchener Raum unter, wo er Anschluss an die von Hermann Ehrhardt geführte Organisation Consul fand.
Im März 1923 verschaffte Loewis of Menar sich gewaltsam Zugang zum Büro des Kölner Separatistenführers Josef Smeets. Er erschoss Smeets' Schwager und verwundete diesen derart schwer, dass dieser zwei Jahre später an den Folgen seiner Verletzung starb.

### Loewis of Menars Rolle beim Attentat von Speyer

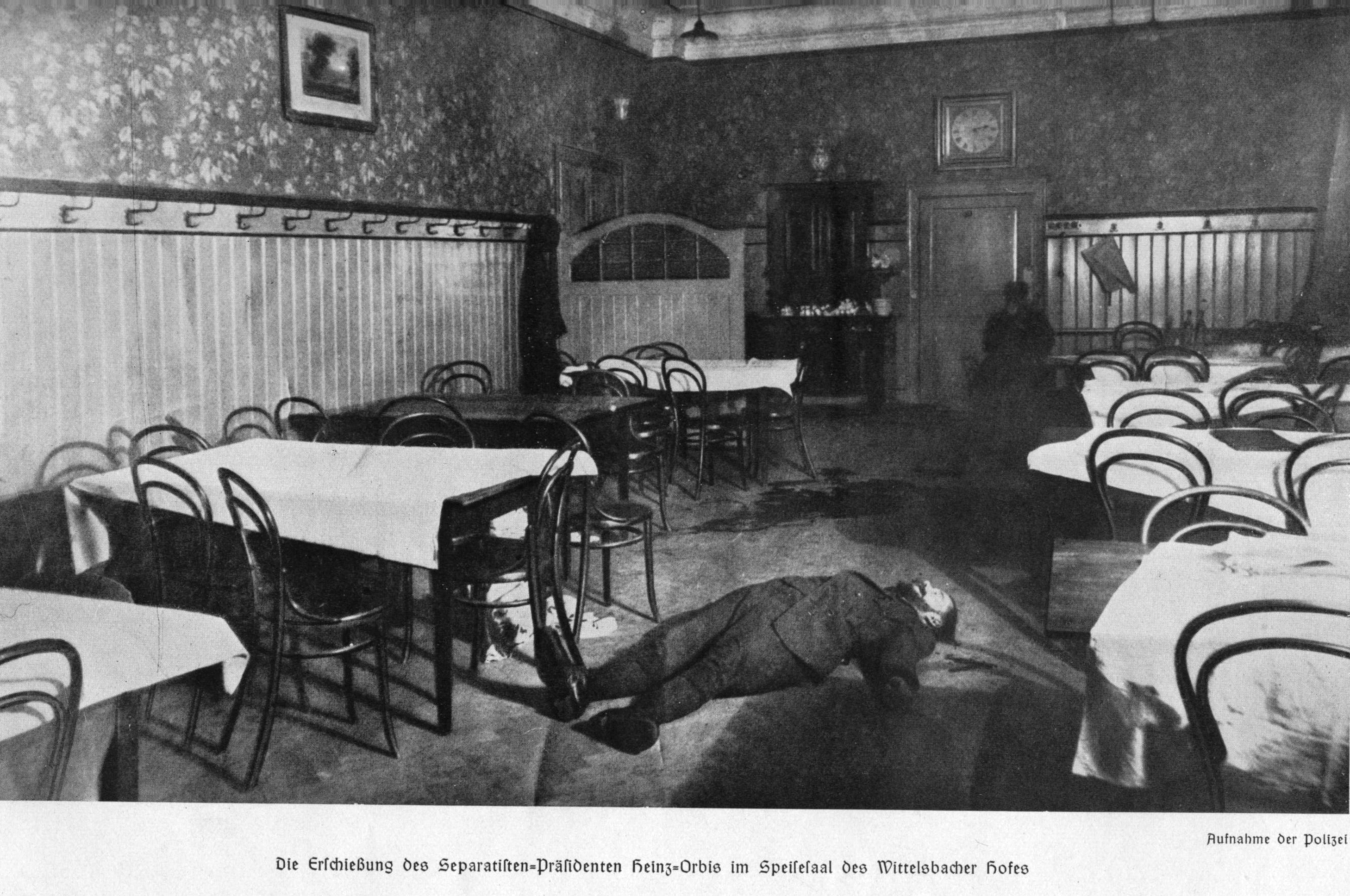
Der erschossene Franz Josef Heinz, Polizeiaufnahme vom Tatort

Zur Jahreswende 1923/1924 wurde Loewis of Menar als Mitglied für einen zu dieser Zeit von dem Rechtsanwalt Edgar Jung organisierten Kommandotrupp gewonnen, der die Aufgabe durchführen sollte, den Landwirt und Politiker Franz Josef Heinz, den Anführer der damals in der Pfalz recht starken separatistischen Bewegung, durch ein Attentat zu beseitigen. Die in den Jahren nach dem Ersten Weltkrieg in der Pfalz aktive Separatistenbewegung erstrebte eine Abtrennung der Pfalz vom Deutschen Reich und ihre Umwandlung in einen eigenständigen Staat unter französischer Protektion. Zum Jahresende 1923 schien dieses Vorhaben in greifbare Nähe zu rücken: Heinz’ Anhänger hatten diesen damals bereits zum Präsidenten der autonomen Pfalz ausgerufen und für Ende Januar 1924 wurde allgemein eine Anerkennung seiner Regierung durch Frankreich erwartet. Diese internationale Aufwertung der Separatisten hätte, so fürchteten die Gegner des pfälzischen Separatismus, die faktische Loslösung der linksrheinischen Gebiete vom deutschen Reich in erheblichem Ausmaß vorangetrieben. Die regulären Ordnungskräfte des Deutschen Reiches, Militär und Polizei, hatten keine Möglichkeit, gegen die Separatisten vorzugehen, da den deutschen Streitkräften aufgrund der Waffenstillstandsbedingungen des Versailler Vertrags von den Siegermächten des Ersten Weltkriegs das Betreten der linksrheinischen Gebiete verboten war und die Polizei in diesem Territorium seit der französischen Besetzung des Rheinlandes im Frühjahr 1923 unter französischer Kontrolle stand. Jung und andere antiseparatistisch eingestellte Aktivisten glaubten daher, eine solche Entwicklung mit allen Mitteln verhindern zu müssen. Daher entschloss man sich, einen Überfalltrupp vom rechtsrheinischen Gebiet nach Speyer, wo die separatistische Regierung ihren Sitz hatte, „einsickern“ zu lassen und Heinz physisch zu beseitigen.
Der aus zwölf Männern (darunter der spätere Reichstagsabgeordnete Otto Graf) bestehende Kommandotrupp überquerte den Rhein am Abend des 9. Januar 1924 und drang bis Speyer vor. Vier der Mitglieder des Trupps, darunter Loewis of Menar, überfielen Heinz im Speisesaal des Hotels Wittelsbacher Hof, wo dieser zu Abend aß und erschossen ihn und zwei seiner Anhänger: Während die übrigen Separatisten außerhalb des Hotels Wache standen, Loewis of Menar sowie die Kommandotruppmitglieder Hannes Miebach und Muthmann das Hotel betraten, wartete ein weiteres Kommandotruppmitglied, Weinmann, der sich bereits einige Tage früher zu Beobachtungs- und Auskundungszwecken als Hotelgast einquartiert hatte, auf sie und signalisierte ihnen, welche der anwesenden Personen ihr Opfer sei. Nach den Forschungen von Gerhard Gräber und Matthias Spindler war Loewis of Menar derjenige, der die tödlichen Schüsse auf Heinz abfeuerte.
Nach dem geglückten Attentat floh Loewis of Menar mit den übrigen Angehörigen des Kommandotrupps wieder über den Rhein in das nicht französisch besetzte Gebiet des Deutschen Reiches. Zwei Mitglieder der Attentätergruppe wurden allerdings auf den Straßen Speyers bei Auseinandersetzungen mit herbeieilenden Separatisten, die durch die Schüsse im Wittelsbacher Hof alarmiert worden waren, getötet, so dass das Attentatsunternehmen vom 9. Januar insgesamt fünf Todesopfer forderte.
In späteren Jahren siedelte Loewis of Menar nach Afrika über, wo er sich in dem Gebiet der ehemaligen Provinz Deutsch-Ostafrika niederließ. Er starb im Frühjahr 1931 an Tropenfieber.

## Archivische Überlieferung
Im Bundesarchiv hat sich eine Akte des Staatsgerichtshof zum Schutz der Republik über Richard Löwis of Menar erhalten (R 3003/14313).